# Il mondo sottosopra
Il mondo sottosopra (Sans dessus dessous) è un romanzo di fantascienza di Jules Verne del 1889. 
La storia riprende i personaggi di Michel Ardan, Barbicane e Nicholl e il Gun-Club, protagonisti del romanzo Dalla Terra alla Luna e Intorno alla Luna, intenzionati a raddrizzare l'asse terrestre. Tale intento era stato menzionato da un membro del Gun-Club nel primo romanzo, in tono scherzoso, per ovviare al problema sia delle stagioni sia del luogo in cui doveva essere costruito il cannone per sparare il proiettile sulla Luna.